# Сплюшка вусата
Сплюшка вусата (Megascops trichopsis) — вид совоподібних птахів родини совових (Strigidae). Мешкає в США, Мексиці і Центральній Америці.

## Опис

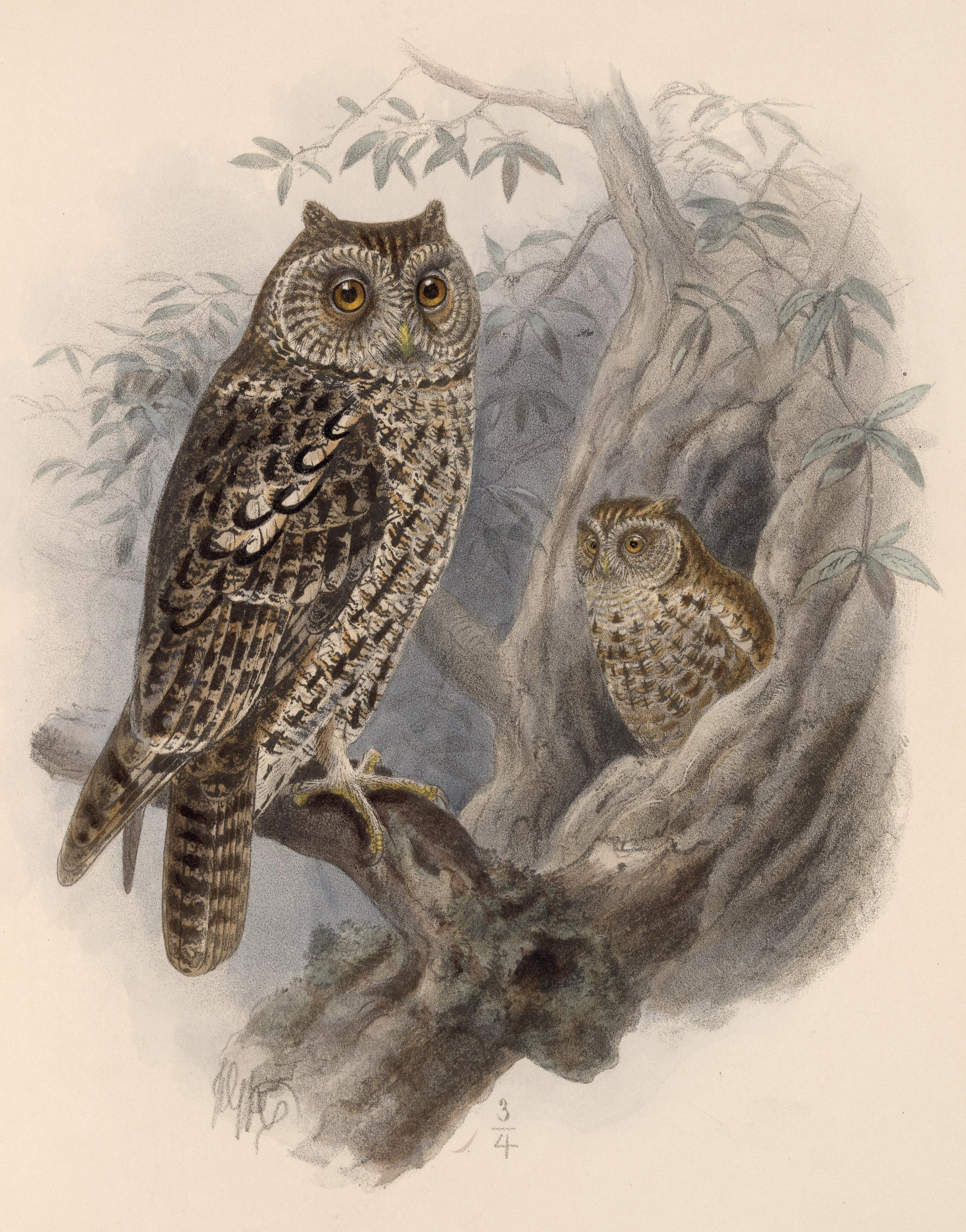
Вусаті сплюшки

Довжина птаха становить 17-19 см. Забарвлення існує у двох морфах: сірувато-коричневій і рудувато-коричневій. Представники другої морфи частіше зустрічаються на півдні ареалу. На голові короткі, малопомітні пір'яні "вуха". Очі жовті, дзьоб жовтуватий. Голос — гучна серія з 4-8 криків «по-по-по-по», гучність яких спочатку зростає, а потім спадає, або більш ритмічна серія «піду-по-по, піду-по-по».

## Підвиди
Виділяють три підвиди:
- M. t. aspersus (Buturlin, 1910) — південний захід Аризони і північний захід Мексики (Сонора, Чіуауа);
- M. t. trichopsis Temminck & Schlegel, 1845 — високогір'я Центральної Мексики (від Дуранго і Веракруса і Чіапаса);
- M. t. mesamericanus (Gurney, JH Sr, 1889) — від південного заходу Мексики (Чіапас) до північного і центрального Нікарагуа.

## Поширення і екологія
Вусаті сплюшки мешкають в Сполучених Штатах Америки, Мексиці, Гватемалі, Сальвадорі, Гондурасі і Нікарагуа. Вони живуть в густих гірських дубових і соснових лісах та на кавових плантаціях, на висоті від 600 до 2950 м над рівнем моря. Ведуть нічний і присмерковий спосіб життя, день проводять в густих кронах дерев. Живляться комахами, зокрема кониками, цвіркунами, богомолами, жуками, метеликами і гусінню, а також павуками, іноді дрібними безхребетними, зокрема ящірками, зміями, птахами і ссавцями. Сезон розмноження триває у квітні-травні. Гніздяться в дуплах дерев, зокрема в покинутих дуплах дятлів, на висоті від 5 до 7 м над землі. В кладці 3-4 яйця. Насиджують самиці, яких годують самці.